# Étienne Durand
Étienne Durand foi um tenista francês.
Étienne Durand participou das Olimpíadas de Paris em 1900, perdendo em simples e duplas.